# 三木淳夫
三木 淳夫（みき あつお、1935年8月7日 - 2006年10月4日）は山一證券の元社長。福岡県出身。

## 人物
1960年、東京大学法学部第1類（私法コース）卒業、山一證券入社。入社後、投資信託課や金融法人部、企画室を渡り歩き、三木の前に社長を務めた行平次雄と全く同じ経歴をたどって順調に出世を重ねた。
1985年、取締役。1990年、取締役副社長。1992年6月26日、社長就任。1997年8月11日、社長辞任。同社が総会屋に不正な利益を供与した事件の責任を取った。
1997年9月24日、総会屋への利益供与容疑により逮捕された。1998年3月4日、同証券経営破綻の原因となった「飛ばし」処理による証券取引法違反、ならびに粉飾決算の容疑により逮捕・起訴された。5月12日、衆議院予算委員会で証人喚問された。
2000年、東京地方裁判所にて有罪判決（実刑）を受け、控訴。2001年、東京高等裁判所の判決は執行猶予付き有罪となったが、被告側・原告側の双方ともに上告しなかったため、高等裁判所の判決通りに刑が確定した。
2006年10月4日、死去。71歳没。